# Rhopalephora rugosa
Rhopalephora rugosa är en himmelsblomsväxtart som först beskrevs av Joseph Marie Henry Alfred Perrier de la Bâthie, och fick sitt nu gällande namn av Robert Bruce Faden. Rhopalephora rugosa ingår i släktet Rhopalephora och familjen himmelsblomsväxter.
Artens utbredningsområde är Madagaskar. Inga underarter finns listade.